# Route départementale 156 (Finistère)
Pour les articles homonymes, voir Route départementale 156.
La route de Tréguennec, abrégée en D 156, est une des Routes du Finistère, qui relie Quimper par la D 785 (voie express Quimper-Pont-l'Abbé) à Tréguennec en passant par Plonéour-Lanvern. Elle passe à proximité du Mur de l'Atlantique

## Tracé de la D 156
- Échangeur entre D 785 et D 156 près de Plomelin
- Plonéour-Lanvern, intersection avec la D 2 (vers Pont-l'Abbé ou Douarnenez et Audierne) et la D 57 (vers Saint-Jean-Trolimon et Penmarc'h)
- Tréguennec
- Plage de Saint-Vio (Tréguennec)